# Perino Mod. 1908
Pour les articles homonymes, voir Perino.
La Perino Model 1908 est une mitrailleuse italienne, utilisée principalement lors de la Première Guerre mondiale.